# Кућа ноћних мора
Кућа ноћних мора (енгл. The Night House) британско-амерички је психолошки хорор филм из 2020. године, редитеља Дејвида Брукнера, рађен по сценарију Бена Колинса и Лука Пјотровског. Главне улоге тумаче Ребека Хол, Сара Голдберг, Еван Џонигкејт, Стејси Мартин и Вонди Кертис-Хол. Радња прати наставницу књижевности која пролази кроз тежак период након што њен супруг изврши самоубиство.
У фебруару 2019. најављено је да ће Ребека Хол тумачити главну улогу, као и да ће продуцент филма бити Дејвид С. Гојер. Снимање је почело током маја исте године у Сиракјусу. Филм је премијерно приказан 24. јануара 2020. на Филмском фестивалу Санденс, док је биоскопска премијера померена за август 2021. због пандемије вируса корона. Добио је позитивне рецензије критичара, а на сајту Ротен томејтоуз оцењен је са 87%.
Бен Колинс и Лук Пјотровски добили су Фангоријину награду за најбољи сценарио, док је филм номинован за предстојећу доделу Награда Сатурн у категорији најбољег хорор филма.

## Радња
Бет Парчин, наставница књижевности у Њујорку, погођена је губитком свог супруга Овена, који је недавно извршио самоубиство. Њих двоје су живели у кући поред језера коју је Овен пројектовао, све док једног дана он није сео у чамац, отпловио до средине језера и упуцао се пиштољем у главу. У опроштајној поруци коју је оставио Бет, написао је: „Била си у праву. Нема ничега. Ништа те не прогони. Сада си безбедна”.
Бет почиње да претура по његовим стварима и телефону, полако откривавши његове мрачне тајне...

## Улоге
| Глумац           | Улога        |
| ---------------- | ------------ |
| Ребека Хол       | Бет Парчин   |
| Сара Голберг     | Клер Вудворд |
| Вонди Кертис-Хол | Мел          |
| Еван Џонигкејт   | Овен Парчин  |
| Стејси Мартин    | Мадлин       |
| Саманта Бак      | Беки         |
| Кристина Џексон  | Хедер        |
| Дејвид Абелес    | Гари         |